# Bulgaria ai Giochi della XXXII Olimpiade
La Bulgaria ha partecipato ai Giochi della XXXII Olimpiade, che si sono svolti a Tokyo, Giappone, dal 23 luglio all'8 agosto 2021 (inizialmente previsti dal 24 luglio al 9 agosto 2020 ma posticipati per la pandemia di COVID-19) con una delegazione di 42 atleti impegnati in 12 discipline.

## Medaglie
| Riepilogo quotidiano | Riepilogo quotidiano | Riepilogo quotidiano | Riepilogo quotidiano | Riepilogo quotidiano | Riepilogo quotidiano |
| -------------------- | -------------------- | -------------------- | -------------------- | -------------------- | -------------------- |
| Giorno               | Data                 | Oro                  | Argento              | Bronzo               | Totale               |
| 2º                   | 25                   | 0                    | 1                    | 0                    | 1                    |
| 12º                  | 4                    | 0                    | 0                    | 1                    | 1                    |
| 13º                  | 5                    | 1                    | 0                    | 1                    | 2                    |
| 16º                  | 7                    | 1                    | 0                    | 0                    | 1                    |
| 17º                  | 8                    | 1                    | 0                    | 0                    | 1                    |
| Totale               | Totale               | 3                    | 1                    | 2                    | 6                    |

### Medagliere per disciplina
| Sport      | Oro | Argento | Bronzo | Totale |
| ---------- | --- | ------- | ------ | ------ |
| Ginnastica | 1   | 0       | 0      | 1      |
| Karate     | 1   | 0       | 0      | 1      |
| Lotta      | 0   | 0       | 2      | 2      |
| Pugilato   | 1   | 0       | 0      | 1      |
| Tiro       | 0   | 1       | 0      | 1      |
| Totale     | 3   | 1       | 2      | 6      |

### Medaglie d'oro
| Medaglia | Nome                                                                            | Sport      | Evento               |
| -------- | ------------------------------------------------------------------------------- | ---------- | -------------------- |
| Oro      | Simona Dyankova Stefani Kiryakova Madlen Radukanova Laura Traets Erika Zafirova | Ginnastica | Concorso a squadre   |
| Oro      | Ivet Goranova                                                                   | Karate     | 55 kg femminile      |
| Oro      | Stojka Petrova                                                                  | Pugilato   | Pesi mosca femminile |

### Medaglie di argento
| Medaglia | Nome                  | Sport | Evento                                    |
| -------- | --------------------- | ----- | ----------------------------------------- |
| Argento  | Antoaneta Kostadinova | Tiro  | Pistola 10 metri aria compressa femminile |

### Medaglie di bronzo
| Medaglia | Nome           | Sport | Evento          |
| -------- | -------------- | ----- | --------------- |
| Bronzo   | Helen Maroulis | Lotta | 57 kg femminile |
| Bronzo   | Taybe Yusein   | Lotta | 62 kg femminile |

## Delegazione
Di seguito la delegazione bulgara suddivisa per sesso e disciplina:
| Sport             | Uomini | Donne | Totale |
| ----------------- | ------ | ----- | ------ |
| Atletica leggera  | 1      | 4     | 5      |
| Badminton         | 0      | 3     | 3      |
| Canoa/kayak       | 0      | 1     | 1      |
| Ginnastica        | 1      | 7     | 8      |
| Judo              | 2      | 1     | 3      |
| Karate            | 0      | 1     | 1      |
| Lotta             | 3      | 4     | 7      |
| Nuoto             | 4      | 1     | 5      |
| Pugilato          | 1      | 2     | 3      |
| Sollevamento pesi | 2      | 0     | 2      |
| Tennistavolo      | 0      | 1     | 1      |
| Tiro              | 0      | 3     | 3      |
| Total             | 14     | 28    | 42     |

## Atletica leggera
Eventi su pista e strada
| Atleta             | Evento          | Batteria  | Batteria  | Semifinale      | Semifinale      | Finale          | Finale          |
| Atleta             | Evento          | Risultato | Posizione | Risultato       | Posizione       | Risultato       | Posizione       |
| ------------------ | --------------- | --------- | --------- | --------------- | --------------- | --------------- | --------------- |
| Inna Eftimova      | 100 m femminili | 11"46     | 6ª        | Non qualificata | Non qualificata | Non qualificata | Non qualificata |
| Inna Eftimova      | 200 m femminili | 23"42     | 5ª        | Non qualificata | Non qualificata | Non qualificata | Non qualificata |
| Ivet Lalova-Collio | 200 m femminili | 23"39     | 5ª        | Non qualificata | Non qualificata | Non qualificata | Non qualificata |

Eventi su campo
| Atleta           | Evento                  | Qualificazione | Qualificazione | Finale          | Finale          |
| Atleta           | Evento                  | Risultato      | Posizione      | Risultato       | Posizione       |
| ---------------- | ----------------------- | -------------- | -------------- | --------------- | --------------- |
| Tihomir Ivanov   | Salto in alto maschile  | 2,17 m         | 26º            | Non qualificato | Non qualificato |
| Mirela Demireva  | Salto in alto femminile | 1,95 m         | 14ª Q          | 1,93 m          | 12ª             |
| Gabriela Petrova | Salto triplo femminile  | 13,79 m        | 22ª            | Non qualificata | Non qualificata |

## Badminton
| Atleta                         | Evento            | Girone                                     | Girone                            | Girone                                            | Girone | Ottavi               | Quarti               | Semifinale           | Finale               | Finale          |
| Atleta                         | Evento            | Avversario Punteggio                       | Avversario Punteggio              | Avversario Punteggio                              | Pos.   | Avversario Punteggio | Avversario Punteggio | Avversario Punteggio | Avversario Punteggio | Pos.            |
| ------------------------------ | ----------------- | ------------------------------------------ | --------------------------------- | ------------------------------------------------- | ------ | -------------------- | -------------------- | -------------------- | -------------------- | --------------- |
| Linda Zechiri                  | Singolo femminile | Chen P (16–21, 22–20, 8–21)                | Blichfeldt P (10–21, 3–21)        | N.D.                                              | 3ª     | Non qualificata      | Non qualificata      | Non qualificata      | Non qualificata      | Non qualificata |
| Gabriela Stoeva Stefani Stoeva | Doppio femminile  | Kim S-y / Kong H-y P (23–21, 12–21, 21–23) | Chen Qc / Jia Yf P (18–21, 15–21) | Kititharakul / Prajongjai V (21–11, 16–21, 21–17) | 3ª     | Non qualificate      | Non qualificate      | Non qualificate      | Non qualificate      | Non qualificate |

## Canoa/kayak

### Velocità
| Atleta              | Evento             | Batteria | Batteria  | Quarti | Quarti    | Semifinale      | Semifinale      | Finale          | Finale          |
| Atleta              | Evento             | Tempo    | Posizione | Tempo  | Posizione | Tempo           | Posizione       | Tempo           | Posizione       |
| ------------------- | ------------------ | -------- | --------- | ------ | --------- | --------------- | --------------- | --------------- | --------------- |
| Staniliya Stamenova | C1 200 m femminile | 48"477   | 4ª Q      | 48"939 | 5ª        | Non qualificata | Non qualificata | Non qualificata | Non qualificata |

## Ginnastica

### Ginnastica artistica
| Atleta           | Evento                        | Qualificazione | Qualificazione | Qualificazione | Qualificazione | Qualificazione | Qualificazione | Qualificazione | Qualificazione | Finale          | Finale          | Finale          | Finale          | Finale          | Finale          | Finale          | Finale          |
| Atleta           | Evento                        | Attrezzo       | Attrezzo       | Attrezzo       | Attrezzo       | Attrezzo       | Attrezzo       | Totale         | Pos.           | Attrezzo        | Attrezzo        | Attrezzo        | Attrezzo        | Attrezzo        | Attrezzo        | Totale          | Pos.            |
| Atleta           | Evento                        | CL             | C              | A              | V              | P              | S              | Totale         | Pos.           | CL              | C               | A               | V               | P               | S               | Totale          | Pos.            |
| ---------------- | ----------------------------- | -------------- | -------------- | -------------- | -------------- | -------------- | -------------- | -------------- | -------------- | --------------- | --------------- | --------------- | --------------- | --------------- | --------------- | --------------- | --------------- |
| David Huddleston | Concorso individuale maschile | 12,433         | 11,000         | 12,200         | 14,000         | 13,166         | 11,466         | 74,265         | 59º            | Non qualificato | Non qualificato | Non qualificato | Non qualificato | Non qualificato | Non qualificato | Non qualificato | Non qualificato |

### Ginnastica ritmica
| Atleta                                                                          | Evento               | Qualificazione | Qualificazione | Qualificazione        | Qualificazione        | Qualificazione | Qualificazione | Finale          | Finale          | Finale                | Finale                | Finale          | Finale          |
| Atleta                                                                          | Evento               | Attrezzo       | Attrezzo       | Attrezzo              | Attrezzo              | Totale         | Pos.           | Attrezzo        | Attrezzo        | Attrezzo              | Attrezzo              | Totale          | Pos.            |
| Atleta                                                                          | Evento               | Cerchio        | Palla          | Clavi                 | Nastro                | Totale         | Pos.           | Cerchio         | Palla           | Clavi                 | Nastro                | Totale          | Pos.            |
| ------------------------------------------------------------------------------- | -------------------- | -------------- | -------------- | --------------------- | --------------------- | -------------- | -------------- | --------------- | --------------- | --------------------- | --------------------- | --------------- | --------------- |
| Boryana Kaleyn                                                                  | Concorso individuale | 24,100         | 25,800         | 26,600                | 19,150                | 95,650         | 8ª Q           | 25,900          | 25,625          | 26,650                | 22,450                | 100,625         | 5ª              |
| Katrin Taseva                                                                   | Concorso individuale | 24,450         | 24,600         | 24,400                | 17,650                | 91,100         | 14ª            | Non qualificata | Non qualificata | Non qualificata       | Non qualificata       | Non qualificata | Non qualificata |
| Simona Dyankova Stefani Kiryakova Madlen Radukanova Laura Traets Erika Zafirova | Concorso a squadre   | 5 palle        | 5 palle        | 3 cerchi e 2 clavette | 3 cerchi e 2 clavette | 91,800         | 1ª Q           | 5 palle         | 5 palle         | 3 cerchi e 2 clavette | 3 cerchi e 2 clavette | 92,100          |                 |
| Simona Dyankova Stefani Kiryakova Madlen Radukanova Laura Traets Erika Zafirova | Concorso a squadre   | 47,500         | 47,500         | 44,300                | 44,300                | 91,800         | 1ª Q           | 47,550          | 47,550          | 44,550                | 44,550                | 92,100          |                 |

## Judo
| Atleta           | Evento          | Preliminari          | 16-esimi             | Ottavi               | Quarti               | Semifinali           | Ripescaggio          | Finale               | Pos.            |
| Atleta           | Evento          | Avversario Punteggio | Avversario Punteggio | Avversario Punteggio | Avversario Punteggio | Avversario Punteggio | Avversario Punteggio | Avversario Punteggio | Pos.            |
| ---------------- | --------------- | -------------------- | -------------------- | -------------------- | -------------------- | -------------------- | -------------------- | -------------------- | --------------- |
| Yanislav Gerchev | 60 kg maschile  | N.D.                 | Preciado V 100–003   | Yang Y-w P 001–100   | Non qualificato      | Non qualificato      | Non qualificato      | Non qualificato      | Non qualificato |
| Ivaylo Ivanov    | 81 kg maschile  | Bye                  | Lucenti V 100–000    | Boltaboev P 002–012  | Non qualificato      | Non qualificato      | Non qualificato      | Non qualificato      | Non qualificato |
| Ivelina Ilieva   | 57 kg femminile | N.D.                 | Khelifi V 100–002    | Klimkait P 001–100   | Non qualificata      | Non qualificata      | Non qualificata      | Non qualificata      | Non qualificata |

## Karate
Kumite
| Atleta        | Evento          | Girone               | Girone               | Girone               | Girone               | Girone | Semifinali           | Finale               | Pos. |
| Atleta        | Evento          | Avversario Punteggio | Avversario Punteggio | Avversario Punteggio | Avversario Punteggio | Pos.   | Avversario Punteggio | Avversario Punteggio | Pos. |
| ------------- | --------------- | -------------------- | -------------------- | -------------------- | -------------------- | ------ | -------------------- | -------------------- | ---- |
| Ivet Goranova | 55 kg femminile | Wen V 5–2            | Özçelik V 5–1        | Bahmanyar V 5–2      | N.D.                 | 1ª Q   | Plank V 4–3          | Terljuha V 5–1       |      |

## Lotta

### Libera
| Atleta           | Evento          | Ottavi               | Quarti               | Semifinali           | Ripescaggio          | Finale / FB                     | Pos.            |
| Atleta           | Evento          | Avversario Risultato | Avversario Risultato | Avversario Risultato | Avversario Risultato | Avversario Risultato            | Pos.            |
| ---------------- | --------------- | -------------------- | -------------------- | -------------------- | -------------------- | ------------------------------- | --------------- |
| Georgi Vangelov  | 57 kg maschile  | Kherbache V 5–0      | Dahiya P 1–4         | Bye                  | Tigreros V 5–0       | Finale 3º posto Sanayev P 1–3   | 5º              |
| Miglena Selishka | 50 kg femminile | Vuc V 3–0            | Hildebrandt P 1–4    | Non qualificata      | Non qualificata      | Non qualificata                 | Non qualificata |
| Helen Maroulis   | 57 kg femminile | Wrzesień V 3–0       | Nichita V 3–1        | Kurachkina P 0–4     | Bye                  | Finale 3º posto Koblova V 5–0   |                 |
| Taybe Yusein     | 62 kg femminile | Nunes V 3–1          | Khürelkhüü V 4–0     | Kawai P 2–3          | Bye                  | Finale 3º posto Ovcharova V 4–0 |                 |
| Mimi Hristova    | 68 kg femminile | Zhumanazarova P 1–3  | Non qualificata      | Non qualificata      | Non qualificata      | Non qualificata                 | Non qualificata |

### Greco-romana
| Atleta           | Evento         | Ottavi               | Quarti               | Semifinali           | Ripescaggio          | Finale               | Pos.            |
| Atleta           | Evento         | Avversario Risultato | Avversario Risultato | Avversario Risultato | Avversario Risultato | Avversario Risultato | Pos.            |
| ---------------- | -------------- | -------------------- | -------------------- | -------------------- | -------------------- | -------------------- | --------------- |
| Aik Mnatsakanian | 77 kg maschile | Starčević P 1–3      | Non qualificato      | Non qualificato      | Non qualificato      | Non qualificato      | Non qualificato |
| Kiril Milov      | 97 kg maschile | İldem V 3–1          | Saravi P 0–3         | Non qualificato      | Non qualificato      | Non qualificato      | Non qualificato |

## Nuoto
| Atleta             | Evento                  | Batterie | Batterie  | Semifinali      | Semifinali      | Finale          | Finale          |
| Atleta             | Evento                  | Tempo    | Posizione | Tempo           | Posizione       | Tempo           | Posizione       |
| ------------------ | ----------------------- | -------- | --------- | --------------- | --------------- | --------------- | --------------- |
| Kaloyan Levterov   | 100 m dorso maschili    | 55"60    | 37º       | Non qualificato | Non qualificato | Non qualificato | Non qualificato |
| Kaloyan Levterov   | 200 m dorso maschili    | 1'58"96  | 24º       | Non qualificato | Non qualificato | Non qualificato | Non qualificato |
| Lyubomir Epitropov | 100 m rana maschili     | 1'00"71  | 32º       | Non qualificato | Non qualificato | Non qualificato | Non qualificato |
| Lyubomir Epitropov | 200 m rana maschili     | 2'09"68  | 14º Q     | 2'10"33         | 15º             | Non qualificato | Non qualificato |
| Antani Ivanov      | 100 m farfalla maschili | 52"25    | 29º       | Non qualificato | Non qualificato | Non qualificato | Non qualificato |
| Josif Miladinov    | 100 m farfalla maschili | 51"28    | 6º Q      | 51"06           | 4º Q            | 51"49           | 8º              |
| Antani Ivanov      | 200 m farfalla maschili | 1'56"36  | 20º       | Non qualificato | Non qualificato | Non qualificato | Non qualificato |
| Diana Petkova      | 100 m rana femminili    | 1'10"61  | 34ª       | Non qualificata | Non qualificata | Non qualificata | Non qualificata |
| Diana Petkova      | 200 m misti femminili   | 2'16"70  | 25ª       | Non qualificata | Non qualificata | Non qualificata | Non qualificata |

## Pugilato
| Atleta            | Evento               | 16-esimi             | Ottavi               | Quarti               | Semifinali           | Finale               | Pos.            |
| Atleta            | Evento               | Avversario Punteggio | Avversario Punteggio | Avversario Punteggio | Avversario Punteggio | Avversario Punteggio | Pos.            |
| ----------------- | -------------------- | -------------------- | -------------------- | -------------------- | -------------------- | -------------------- | --------------- |
| Daniel Asenov     | Pesi mosca maschile  | Gîrleanu V 5–0       | Escobar P 1–4        | Non qualificato      | Non qualificato      | Non qualificato      | Non qualificato |
| Stojka Petrova    | Pesi mosca femminile | Nguyễn V 3–2         | Fuchs V 5–0          | Chang Y V 4–1        | Namiki V 5–0         | Çakıroğlu V 5–0      |                 |
| Stanimira Petrova | Pesi piuma femminile | Bye                  | Arias P 2–3          | Non qualificata      | Non qualificata      | Non qualificata      | Non qualificata |

## Sollevamento pesi
| Atleta          | Evento          | Strappo   | Strappo    | Slancio   | Slancio    | Totale | Classifica |
| Atleta          | Evento          | Risultato | Classifica | Risultato | Classifica | Totale | Classifica |
| --------------- | --------------- | --------- | ---------- | --------- | ---------- | ------ | ---------- |
| Božidar Andreev | 73 kg maschile  | 154       | 4º         | 184       | 7º         | 338    | 5º         |
| Hristo Hristov  | 109 kg maschile | 189       | 3º         | 219       | 6º         | 408    | 5º         |

## Tennistavolo
| Atleta           | Evento            | Preliminari          | Round 1              | Round 2              | Round 3              | Ottavi               | Quarti               | Semifinali           | Finale               | Pos.            |
| Atleta           | Evento            | Avversario Punteggio | Avversario Punteggio | Avversario Punteggio | Avversario Punteggio | Avversario Punteggio | Avversario Punteggio | Avversario Punteggio | Avversario Punteggio | Pos.            |
| ---------------- | ----------------- | -------------------- | -------------------- | -------------------- | -------------------- | -------------------- | -------------------- | -------------------- | -------------------- | --------------- |
| Polina Trifonova | Singolo femminile | Hanffou V 4–1        | De Nutte V 4–3       | Yang Xx P 1–4        | Non qualificata      | Non qualificata      | Non qualificata      | Non qualificata      | Non qualificata      | Non qualificata |

## Tiro a segno/volo
| Atleta                | Evento                                | Qualificazione | Qualificazione | Finale          | Finale          |
| Atleta                | Evento                                | Punteggio      | Classifica     | Punteggio       | Classifica      |
| --------------------- | ------------------------------------- | -------------- | -------------- | --------------- | --------------- |
| Maria Grozdeva        | Pistola 10 m aria compressa femminile | 559            | 43ª            | Non qualificata | Non qualificata |
| Antoaneta Kostadinova | Pistola 10 m aria compressa femminile | 578            | 6ª Q           | 239,4           |                 |
| Maria Grozdeva        | Pistola 25 metri femminile            | 578            | 27ª            | Non qualificata | Non qualificata |
| Antoaneta Kostadinova | Pistola 25 metri femminile            | 590            | 1ª Q           | 28              | 4ª              |
| Selin Ali             | Trap femminile                        | 115            | 20ª            | Non qualificata | Non qualificata |